# Kenny Cooper
Kenneth Scott Cooper, Jr. (Baltimore, Maryland, 1984. október 21. –) amerikai labdarúgó, aki jelenleg a Montreal Impactben játszik csatárként.

## Pályafutása

### Fiatal évei
Cooper apja, Kenny Cooper Sr. Angliában született, így nem kellett munkavállalási engedélyt szerezniük a Manchester United csapatába való igazoláshoz. Miután egy hét sikeres próbajátékon vett részt, aláírt a klubhoz, ingyen.

### Manchester United
Amikor ő tagja volt a Manchester Unitednak, nem tudta az első csapatba verekedni magát, így többnyire a tartalék csapatban szerepelt. Ennek következtében kölcsönadták Portugáliába az Académica Coimbra csapatába a 2004–2005-ös szezonra. Miután visszatért a MU-hoz, ismét nem tudott az első csapatba kerülni. Ezek után a csapat ismét kölcsönadta, ezúttal Oldham Athletic csapatába került. Amikor nyilvánvalóvá vált, hogy Cooper nem fog a Manchester United csapatába bemutatkozni, visszatért az USA-ba.

### Dallas
2006. február 6-án aláírt a FC Dallas csapatához, azonnal nagy hatást gyakorolt a csapatra. 2006. április 1-jén megszerezte az első gólját a Chicago Fire elleni 3–2-es győzelem alkalmával. A 2007-es szezon elején 4 gólt szerzett 8 mérkőzésen, ezután jobb sípcsonttörést szenvedett egy 3–1-es győzelem következtében a Los Angeles Galaxy ellen. Ez a sérülés véget vetett annak, hogy a 2007-es Copa Américán és a nemzeti csapatban szerepeljen.
2008. július 27-én felmerült egy esetleges átigazolás a Cardiff City csapatába, miután a klub £ 2.000.000-os ajánlatot tett. A norvég Rosenborg BK is ajánlatot tett, felajánlottak évi 1,2 millió dolláros fizetést. Végül az FC Dallas elutasította az ajánlatokat.
A 2008-as MLS szezonban Cooper 18 gólt jegyzett 30 bajnoki mérkőzésen. Ő volt az egyetlen Dallas játékos, aki az alapszakasz összes mérkőzésén szerepelt az évben. A góllövőlistán a második helyen végzett, két góllal lemaradva Landon Donovan mögött.

### 1860 München

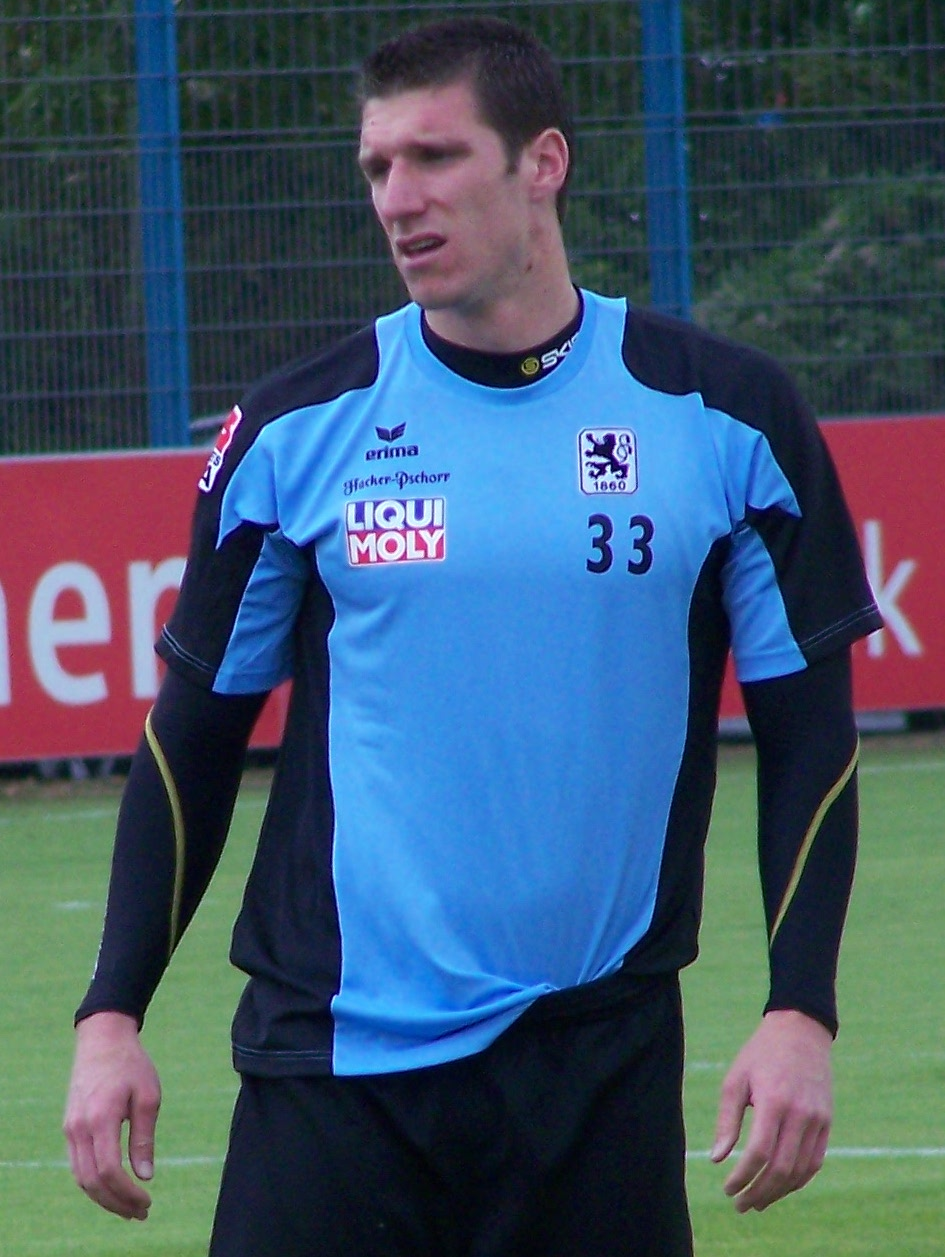
Cooper az 1860 München színeiben

2009. július 31-én az FC Dallas bejelentette, hogy Cooper a német másodosztályban szereplő TSV 1860 München csapatához szerződött. Három évig volt a klub alkalmazottja. 2009. augusztus 9-én a debütáló mérkőzésén megszerezte első gólját a klubjában.

### Plymouth Argyle
2010. január 28-án visszatérni Angliába, kölcsönben érkezett a Plymouth Argyle csapatához a szezon végéig azzal a céllal, hogy szerződést kap, de a klub nem vette fel a kapcsolatot.

### Portland Timbers
2011. január 13-án a TSV 1860 München bejelentette, hogy Cooper nem fogja kitölteni a szerződést, amely 2012-ig szól, mert csatlakozik a Portland Timbers csapatához, ingyen. Cooper szerezte az első MLS gólt a Portland Timbers színeiben, 2011. március 19-én egy 3–1-re elvesztett mérkőzésen Colorado Rapids ellen. A 3. gól is a szezonban az ő nevéhez fűződik, a Real Salt Lake elleni 1–0-s győzelem alkalmával. Ez volt a Timbers első győzelme és a Real Salt Lake 18 meccses veretlenségét megszakító győzelem is egyúttal.

### Válogatott
Brian McBride visszavonulása után úgy gondolták, hogy Cooper lehet hosszú távú megoldás a válogatottban, mint csatár. 2007. január 20-án a debütáló mérkőzésén megszerezte az első gólját is egyben, Dánia ellen. Részt vett a 2009-es CONCACAF-aranykupán.

### Válogatott góljai
| #   | Dátum       | Helyszín                                       | Ellenfél  | Gól | Eredmény | Kiírás                                     |
| --- | ----------- | ---------------------------------------------- | --------- | --- | -------- | ------------------------------------------ |
| 01. | 2007.01.20. | Home Depot Center, Carson, USA                 | Dánia     | 3–1 | 3–1      | Barátságos mérkőzés                        |
| 02. | 2008.11.19  | Dick's Sporting Goods Park, Commerce City, USA | Guatemala | 1–0 | 2–0      | 2010-es labdarúgó-világbajnokság-selejtező |
| 03. | 2009.06.18. | Lincoln Financial Field, Philadelphia, USA     | Panama    | 2–1 | 2–1      | 2009-es CONCACAF-aranykupa                 |
| 04. | 2009.06.23. | Soldier Field, Chicago, USA                    | Honduras  | 2–0 | 2–0      | 2009-es CONCACAF-aranykupa                 |

## Fordítás
Ez a szócikk részben vagy egészben  a   Kenny Cooper című angol Wikipédia-szócikk fordításán alapul.  Az eredeti cikk szerkesztőit annak laptörténete sorolja fel. Ez a jelzés csupán a megfogalmazás eredetét és a szerzői jogokat jelzi, nem szolgál a cikkben szereplő információk forrásmegjelöléseként.